# Elbe 3
Elbe 3 är ett tyskt fyrskepp, som byggdes på Johann Langes varv i Vegesack i Bremen i Tyskland 1888 som fyrskeppet Weser. Åren 1954-1955 samt 1956–1966 var hennes position vid Bremen och 1966–1977 som Elbe 3, nordväst om Cuxhaven.
Hon ingår sedan 1979 i Museumshafen Oevelgönnes samling.